# 樓慶西
樓慶西（1930年—），浙江衢州人，是中國建築史學者、清华大学建築學院教授、清華大學古建築研究所所長。
樓慶西師承梁思成，著作有：《中國殿建築》、《中國建築藝術全集·建築裝修與裝飾》、《中國傳統建筑装飾》、《中國建築的門文化》、《凝視》、《中國古建築二十講》、《中國小品建築十講》等。